# Chinameca
Chinameca é um vulcão de El Salvador. A cratera tem 1 500 m de diâmetro, e nas suas vertentes existem fendas por onde saem gases.